# Hydriastele manusii
Hydriastele manusii är en enhjärtbladig växtart som först beskrevs av Frederick Burt Essig, och fick sitt nu gällande namn av William John Baker och Adrian H.B. Loo. Hydriastele manusii ingår i släktet Hydriastele och familjen Arecaceae. Inga underarter finns listade i Catalogue of Life.